# Бабшин
Бабшин (укр. Бабшин) — село в Каменец-Подольском районе Хмельницкой области Украины.
Население по переписи 2001 года составляло 217 человек. Почтовый индекс — 32378. Телефонный код — 3849. Занимает площадь 0,72 км².

## Местный совет
32378, Хмельницкая обл., Каменец-Подольский р-н, с. Гринчук